# Hrabstwo Burleson

Piramida wieku hrabstwa

Hrabstwo Burleson – hrabstwo położone w USA w stanie Teksas. Hrabstwo utworzono w 1846 r. poprzez wydzielenie terytorium z hrabstwa Milam. Siedzibą władz hrabstwa jest miasto Caldwell. Nazwę hrabstwu nadano na cześć Edwarda Burlesona, wiceprezydenta Republiki Teksasu.
Wschodnią granicę hrabstwa wyznacza rzeka Brazos, podczas gdy granice południową i zachodnią wytycza Yegua Creek (dopływ Brazos). Na południu hrabstwa znajduje się Jezioro Somerville (11,5 tys. akrów).

## Gospodarka
- turystyka związana z Jeziorem Somerville[4]
- hodowla drobiu (28 miejsce w stanie), bydła, świń i koni[5]
- wydobycie ropy naftowej (27. miejsce) i gazu ziemnego[6]
- akwakultura[5]
- uprawa arbuzów, kukurydzy, bawełny, sorgo, owsa i soi[5][4]
- produkcja siana[5].

## Miasta
- Caldwell
- Snook
- Somerville

## Sąsiednie hrabstwa
- Hrabstwo Robertson (północ)
- Hrabstwo Brazos (północny wschód)
- Hrabstwo Washington (południowy wschód)
- Hrabstwo Lee (południowy zachód)
- Hrabstwo Milam (północny zachód)

## Demografia
- biali nielatynoscy – 64,1%
- Latynosi – 21,9%
- czarni lub Afroamerykanie – 12%
- rasy mieszanej – 2%
- rdzenni Amerykanie – 1,4%
- Azjaci – 0,6%.